# クイズDEデート
『クイズDEデート』（クイズでデート）は、フジテレビ系列（一部を除く）で放送されていた関西テレビ製作のクイズ番組である。製作局の関西テレビでは1977年4月2日から1985年6月30日まで放送。

## 概要
視聴者参加型のクイズ番組。
当初は毎週土曜 23:00 - 23:30 （日本標準時、以下同）にMIZUNO（美津濃スポーツ）の一社提供で放送されていた。土曜深夜時代にはいくつかのネット局を擁していたが、放送枠の関係で遅れネットで対応していた局（例として石川テレビは1980年3月30日まで日曜 15:00 - 15:30にて放送）も存在していた。
後に同じく関西テレビ製作の『パンチDEデート』が同時間帯へ移動したことから、1984年4月以降は毎週日曜 11:25 - 11:55 に放送されていた。これにより、関西テレビは『笑っていいとも!増刊号』の途中飛び降りを行うようになった。この時期は土曜深夜時代よりもネット局が減少し、関西テレビ・フジテレビ・東海テレビ・テレビ新広島で放送されていた（フジテレビ・東海テレビ〈土曜18:00 - 18:30〉・テレビ新広島〈木曜19:00 - 19:30〉では遅れネット）。

## 歴代司会者
- 初代0：E・H・エリック、桑原征平（当時関西テレビアナウンサー）、木原光知子
- 2代目：桂三枝（後の6代目桂文枝）、桑原征平、木原光知子
- 3代目：桂三枝、川島なお美（1984年3月まで）
- 4代目：原田伸郎、斉藤慶子（1984年4月以降）
- 5代目：原田伸郎、春やすこ

## 進行方式
毎回男女カップル4組が出場し、トーナメント方式で競う。土曜深夜時代には原則として恋人同士での参加、または未婚の友人カップルのみでの参加を条件としていた。優勝したペアにはスポンサーの美津濃スポーツが提供するスポーツ用品などが贈呈され、さらに海外旅行を賭けたクイズ「チャンスチャンス」に挑戦できる。

### 土曜深夜時代
トーナメント方式で、まず1回戦はペアのどちらかがヒントを出し、もう一人がそれから連想する答えを当てる。正解するごとに1点獲得。お手つきや答えが難しいと思った場合のパスは5問まではポイントに影響しないが、6問目以降は1点のマイナスとなる。これを1分間2セット行い（2セット目では出題側と解答側が入れ替わる）、その合計ポイントで勝者を決める。なお、ヒントを出すのに放送禁止用語を使ってしまい、それで1点減点になったこともある。
決勝戦は毎回登場するゲスト歌手が出すヒントから答える。セットにある「ク」「イ」「ズ」「DE」「デ」「ー」「ト」の7枚のパネルの中から両チーム1枚ずつ選んで、そこにあるテーマに沿った答えのヒントを出し、出場ペアが解答する（決勝は1セット。その他のルールは1回戦にほぼ同じだが、得点・パス・誤答などは1回戦のものを加算しない）。
最終的にポイントを多く取ったチームの勝ち。同点になった場合には、パス・誤答の少ないチーム→1回戦のスコアの多いチームの順で優勝を決める。
優勝ペアには、スポンサーの美津濃スポーツが提供するスポーツ用品その他が贈呈される。当初はチャンスチャンスが無く、代わりに数か月に一度開かれる優勝者大会への出場権を獲得。優勝者大会で優勝したペアには割れたくす玉から紙吹雪が降り（後に電飾ボードの上部にある通風口から紙吹雪を吹き付ける演出に変更）、ヨーロッパ旅行がプレゼントされる。後に、毎週優勝チームがアメリカ西海岸旅行を目指すチャンスチャンスが導入された。
チャンスチャンスは、当初は1回戦の方式と同じようにペアが出題側と解答側に分かれて行う。30秒間で7問正解するとアメリカ西海岸旅行を獲得できた（この時の紙吹雪が、天井から降らせるものに変わった）。パス・誤答の減点は無い。言い直しや答えに近い解答も司会者の裁量で認めることも何度かあり、特に三枝時代にはそうすることが多かった。
三枝・なお美ペアになった頃からセットがリニューアルした末期ではVTRの3ヒントクイズになり、最初のヒントで当てるとパネルを3枚、2回目は2枚、3回目は1枚のパネルを開けることができる。その7枚のパネルの中に2枚だけある天使のイラストを引き当てるとハワイ旅行獲。

### 日曜時代
1回戦の1セット目は従来と同じく出場ペアが出題側と解答側とに分かれて正解数を競うが、2セット目はヒントマン（タレント5人）から1人を選んで、ヒントマンから出されるヒントからペアで答える。
決勝戦（1セット勝負）もヒントマンを両チーム1人ずつ選び、さらに7枚のパネルから1つずつ選んでそのテーマに沿った答えのヒントを出し、ペアが解答する。
優勝チームにはチャンスチャンスへの挑戦権が与えられるが、この時から旅行の行き先がハワイに変更された。初期には土曜深夜時代末期と同様に、VTRの3ヒントクイズで、最初のヒントで当てるとパネルを3枚、2回目は2枚、3回目は1枚のパネルを開けることが出来る。その7枚のパネルの中に2枚だけある天使のイラストを引き当てるとハワイ旅行獲得である。中期からは、ヒントマンの5人がリレー方式で1分間ヒントを出し、13問正解でハワイ旅行獲得。パス・誤答の減点は無いが、言い直しや正解に近くても司会者の裁量でおまけ正解にしてくれることはなく、一言一句合っていないと正解として認められない。
指名されたペアが勝った場合にはヒントマンに1ポイントが与えられ、8ポイントを貯めれば出場ペアと同様にハワイ旅行獲得となる。負けた場合にはポイント0に戻される。

## オープニングテーマ
- SHOW DANCE （THE SQUARE、1984年4月 - 最終回）

## スポンサー
- ミズノ（土曜深夜時代） 
  - 初期の番組セットには、ミズノのコーポレートロゴ（MIZUNO）が入っていた。
  - 桑原はサブ司会を務めていた時期に、関西テレビのアナウンサーでありながら、CMと別に組み込まれていたインフォマーシャルにも登場。インフォマーシャル用の映像を撮影するためだけに、海外出張へ赴いたこともあった。
  - ネット局の一部では、CM枠の一部（30秒分）を、放送対象地域におけるミズノ製品の取扱店を3店舗紹介するローカルCM1本に差し替えていた[2]。このローカル差し替えCMも、あくまでミズノのCMという位置づけで、ミズノのコーポレートロゴ（MIZUNO）を最後に全面表示させていた。
  - ローカルセールス枠と複数社による提供に移行した日曜放送時代には、遅れネット局（フジテレビ・東海テレビ・テレビ新広島）ごとに独自のスポンサーを付けていた。

## 正月スペシャル
三枝時代の1979年から1982年まで、芸能人が参加する正月スペシャルが放送されていた。
| タイトル                  | 放送日       | 関東地区の放送時間（JST） | 主な出演者                             |
| ------------------------- | ------------ | ------------------------- | -------------------------------------- |
| お正月だよ!クイズDEデート | 1979年1月2日 | 火曜17:00 - 18:00         | 千昌夫、岡崎友紀                       |
| お正月だよ!クイズDEデート | 1980年1月3日 | 木曜16:00 - 16:35         | 片平なぎさ                             |
| お正月だよ!クイズDEデート | 1981年1月3日 | 土曜12:00 - 13:00         | 研ナオコ、森昌子、桜田淳子、河合奈保子 |
| 初笑いだよ!クイズDEデート | 1982年1月2日 | 土曜14:00 - 15:00         | 岩崎宏美、ツービート、B&B              |

（参考：『朝日新聞 縮刷版』朝日新聞社、1979年1月1日 - 1982年1月1日のテレビ欄。）